# هجوم البرلمان الهندي 2001
هجوم البرلمان الهندي عام 2001 هو هجوم مسلح على البرلمان الهندي في نيودلهي في 13 ديسمبر 2001، نفذه حركة لشكر طيبة وجيش محمد، وأدى الهجوم إلى مقتل خمسة من المُنفذين وستة من أفراد شرطة دلهي واثنين من موظفي الأمن البرلماني وبستاني، وأدى الهجوم إلى زيادة التوترات بين الهند وباكستان، مما أسفر عن المواجهات بين الهند وباكستان في 2001-2002.

## الهجوم
وقع هجوم البرلمان الهندي في 13 ديسمبر 2001 على أيدي مسلحي جيش محمد، حيث تسللوا إلى البرلمان في سيارة تحمل علامات وزارة الداخلية، واقتادوا سيارة نائب الرئيس كريشان كانت، وبدأوا في إطلاق النار. لكن نجا الوزراء والنواب دون أن يصابوا بأذى، وتم إحباط الهجوم الذي استمر حوالي 30 دقيقة، وقُتل تسعة أشخاص من بينهم ثمانية من أفراد الأمن، وأصيب 16 شخصًا من بينهم 13 من أفراد الأمن بجروح، وقُتل المهاجمون الخمسة. وفي نهاية ديسمبر أجرى الرئيس الأمريكي جورج بوش مكالمة هاتفية مع الرئيس الباكستاني برويز مشرف ورئيس الوزراء الهندي أتال بيهاري فاجبايي لنزع فتيل التوتر بين البلدين وحثهما على الابتعاد عن تصعيد هجوم البرلمان إلى الحرب.

## التحقيقات
اتهمت الحكومة الهندية محمد أفضل غورو، وشوكت حسين جورو، وسيد عبد الرحمن جيلاني، وزوجته شوكت أفسان غورو، باعتبارهم قياديين في جيش محمد، وتم اعتقالهم في 14 مايو 2002. وحُكِمَ علي أفضل غورو بالإعدام، وأيدت الحكم المحكمة العليا الهندية، ورفض رئيس الهند التماس العفو عنه، وأُعدم في 9 فبراير 2013، ودُفن داخل محيط سجن تيهار في دلهي. شككت منظمة العفو الدولية في عدالة محاكمته قائلة أنه لم يحصل على تمثيل قانوني مناسب وتم إعدامه في سرية.